# IC 4439
IC 4439 је спирална галаксија у сазвјежђу Волар која се налази на листи објеката дубоког неба у Индекс каталогу.
Деклинација објекта је + 17° 1' 29" а ректасцензија 14h 28m 40,0s. Привидна величина (магнитуда) објекта IC 4439 износи 14,9 а фотографска магнитуда 15,7. IC 4439 је још познат и под ознакама CGCG 104-35, DRCG 29-67, PGC 51720.